# Камышеватское сельское поселение
Камышеватское сельское поселение — муниципальное образование в составе Ейского района Краснодарского края России. 
В рамках административно-территориального устройства Краснодарского края ему соответствует Камышеватский сельский округ.
Административный центр и единственный населённый пункт — станица Камышеватская.

## Население
| 2010  | 2012  | 2013  | 2014  | 2015  | 2016  | 2017  |
| ----- | ----- | ----- | ----- | ----- | ----- | ----- |
| 5029  | ↘4919 | ↘4878 | ↘4798 | ↘4761 | ↘4688 | ↘4625 |
| 2018  | 2019  | 2020  | 2021  | 2023  |       |       |
| ↘4574 | →4574 | ↗4613 | ↘4508 | ↘4476 |       |       |